# Casa Julia Gómez Alfaro
La casa Julia Gómez Alfaro o edificio Bancaja es un inmueble de la ciudad española de Albacete, obra del arquitecto Julio Carrilero. Situado en el centro histórico, data de la década de 1920. Cuenta con el estatus de Bien de Interés Patrimonial.

## Descripción
En julio de 1926 el arquitecto municipal Julio Carrilero proyectó el edificio de viviendas por encargo de Julia Gómez Alfaro, en solitario. Está situado en la calle Marqués de Molins número 11 con esquina a la calle Concepción. De un clasicismo barroquizante, aunque menos recargado que la casa Juan López proyectada por el mismo arquitecto en combinación con Manuel Muñoz Casayús, repite el mismo tipo de fachada en ambas calles, si bien en la de Concepción, más extensa, sitúa en el centro una portada almohadillada con barroco balcón superpuesto.
En ambas fachadas se articulan muy bien los espacios y los huecos; en cada una de ellas el cuerpo bajo, que abarca dos pisos, enfatiza los extremos con pares de pilastras gigantes; sobre él, el cuerpo principal compone dos plantas cuyos balcones se abren en un paramento liso. En sus extremos se superponen un balcón adintelado con baquetón barroco y gran ménsula sobremontado de gran frontón recto y un balcón en medio punto muy decorado alrededor con gran moldura trasdosada que se quiebra en lo alto con gran ménsula central y remates laterales sobre complicadas ménsulas que recuerdan la morfología de otros balcones del hotel Regina y del edificio de la esquina del Tinte con Tesifonte Gallego. Entre estos balcones laterales superpuestos, dos filas de balcones (tres en cada una hacia Marqués de Molins), sencillos los de abajo, adintelados y sin adorno, en contraste con los de arriba que se sobremontan por mixtilíneas molduras trasdosadas, quebradas y de gusto barroco, particularmente el central. De este modo, en este segundo cuerpo de balcones del edificio, lo decorativo se concentra en los laterales verticalmente y en la parte alta horizontalmente. En lo alto, un último cuerpo adintelado con balcones sencillos entre cajeadas pilastras, se remata por una cornisa y un antepecho –todo lo cual acentúa la horizontalidad– con pares de pináculos en los extremos que subrayan la verticalidad de los laterales. La esquina, convexa, enmarca la entrada adintelada entre dos grandes columnas toscanas y acanaladas en el cuerpo bajo; en el cuerpo medio enmarca entre columnas de tradición corintia un mirador de dos pisos sobre el que se abre un balcón, rematándolo todo con una airosa torreta recubierta de escamas vidriadas rojizas. El edificio, restaurado, forma con las vecinas casa Juan López y la casa Cabot un conjunto armónico y monumental.

## Estatus patrimonial
El 5 de febrero de 2019 fue declarada Bien de Interés Patrimonial, con la categoría de «Construcción de Interés Patrimonial», en una resolución publicada el día 20 de ese mismo mes en el Diario Oficial de Castilla-La Mancha.